# Francis Lemarque

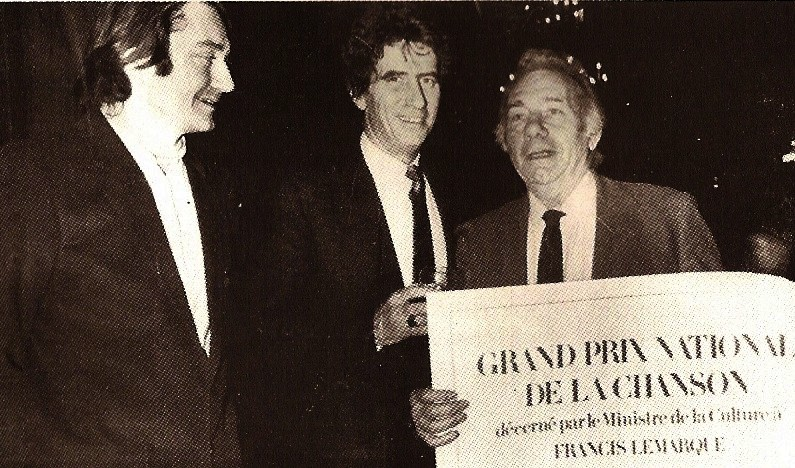
Francis Lemarque mit Alain Meiiland und Jack Lang, 1982

Francis Lemarque (geboren am 25. November 1917 in Paris als Nathan Korb; gestorben am 20. April 2002 in La Varenne-Saint-Hilaire) war ein französischer Liedermacher und Dichter.
Im Laufe einer langen Karriere, die von mehreren „Grand Prix du disque“-Auszeichnungen der Akademie Charles Cros gekrönt wurde, schrieb und komponierte er fast 400 Lieder, darunter À Paris, das zu einem internationalen Standard wurde und von Dutzenden Interpreten  gecovert wurde, und Quand un soldat, das von Yves Montand  interpretiert wurde.

## Biografie
Francis Lemarque wurde unter dem Namen Nathan Korb in Paris geboren, seine Mutter, Rosa (Rose) Eidelmann (1893–1943) in Solok-(Litauen). Sein Vater Joseph Korb war Damenschneider und desertierte nach der Zwangsrekrutierung in die Zarenarmee nach Paris. Lemarque wuchs mit seinem Bruder Maurice und seiner jüngeren Schwester Rachel im Bastille-Viertel auf.
1933 starb der Vater an Tuberkulose.
Seit ihrer Kindheit vom Balajo, einem Pariser Tanzlokal, fasziniert, schlossen sich die beiden Brüder 1934 dem Balajo an. Auf Anraten von Louis Aragon gründeten die beiden ein Duo, Les frères Marc. Sie nutzten die Veranstaltungen des Front National und traten in Fabriken auf, um Bekanntheit zu erlangen. Sie traten mit Jacques Prévert und Joseph Kosma auf, der eine Zeit lang ihr Pianist war.
Im Jahr 1940 wurde er mobilisiert und als Leutnant-Gitarrist der Musik- und Theaterabteilung der Armee zugeteilt. Im Jahr 1940 zog er in die freie Zone und ließ sich in Marseille nieder. Dort lernte er Jacques Canetti kennen, der später sein künstlerischer Agent werden sollte. Er tourte mehrmals durch Nordafrika, darunter eine Woche lang mit Django Reinhardt. Seine Mutter wurde in Marseille verhaftet und mit dem Konvoi Nr. 55 vom 23. Juni 1943 aus dem Sammellager Drancy nach Auschwitz deportiert.
Nach dem Krieg sang Lemarque in Kabaretts in Saint-Germain-des-Prés. 1946 lernte er Ginny Richès (1921–2019) kennen, die er 1948 heiratete. Im selben Jahr sah er Yves Montand zum ersten Mal auf einer Pariser Bühne. Durch ihn lernte er Jacques Prévert kennen. Die Zusammenarbeit mit Montand, für den er fast 30 Chansons schrieb, sollte viele Jahre dauern. Lemarque komponierte die Musik für den Film Playtime von Jacques Tati, der 1967 in die Kinos kam.
Im Jahr 1969 beteiligte er sich an der Gründung der französisch-koreanischen Freundschaftsgesellschaft, die Verbindungen zu Nordkorea unterhielt.
Michel Legrand und Georges Coulonges (1923–2003) schrieben zusammen Paris Populi, ein Musical, das Paris und seine Geschichte von 1789 bis 1944 zum Thema hat, insbesondere die Kämpfe der Pariser um ihre Freiheit. Seine Fassung des deutschen Karnevalslieds Der treue Husar wurde im selben Jahr in der  Schlussszene von Stanley Kubricks Film Wege zum Ruhm von Christiane Kubrick gesungen. 1982 hatte er in Serge Leroys Film Rolling Thunder eine Rolle.
Francis Lemarque hatte seinen letzten Auftritt am 27. Januar 2001 in Viarmes, im Val-d'Oise. Er starb 2002 im 85. Lebensjahr in seinem Haus in La Varenne-Saint-Hilaire an Krebs. Er ist auf dem Friedhof Père-Lachaise (44. Division, Linie 2) in Paris begraben.
Zusammen mit Charles Trenet, Henri Salvador oder Charles Aznavour gehörte Lemarque zu den populärsten und bekanntesten französischen Chansonniers des 20. Jahrhunderts. Viele seiner Lieder gehören zum kollektiven Gedächtnis und zur französischen Kultur.
Das Thema Paris und sein Akkordeon taucht in Lemarques Liedern oft bei Beschreibungen von Arbeitervierteln auf, nicht ohne an Aristide Bruant zu erinnern.

## Filmografie (Auswahl)
- 1958: Mimi (Mimi Pinson)
- 1960: Der Himmel ist schon ausverkauft (Les vieux de la vieille)
- 1960: Gefährliches Pflaster (Terrain vague)
- 1961: Der Herr mit den Millionen (Le cave se rebiffe)
- 1961: Nicht schießen, Liebling – küssen! (Cause toujours mon lapin)
- 1962: Ein Herr aus besten Kreisen (Le gentleman d’Epsom)
- 1963: Kommissar Maigret sieht rot (Maigret voit rouge)
- 1967: Tatis herrliche Zeiten (Playtime)
- 1968: Der Mann mit dem Buick (L’homme à la Buick)
- 2004: Europäische Visionen (Visions of Europe) (Episode Paris by Night)

## Preise und Auszeichnungen
- 1951: Grand Prix der Akademie Charles Cros
- 1973: Grand Prix der Akademie Charles Cros für Paris Populi
- 1982: Grand Prix der Akademie Charles Cros
- 1989: Grand Prix der Akademie Charles Cros
- 1998: Ritter der Ehrenlegion